# Kirchstraße 15 (Korschenbroich)

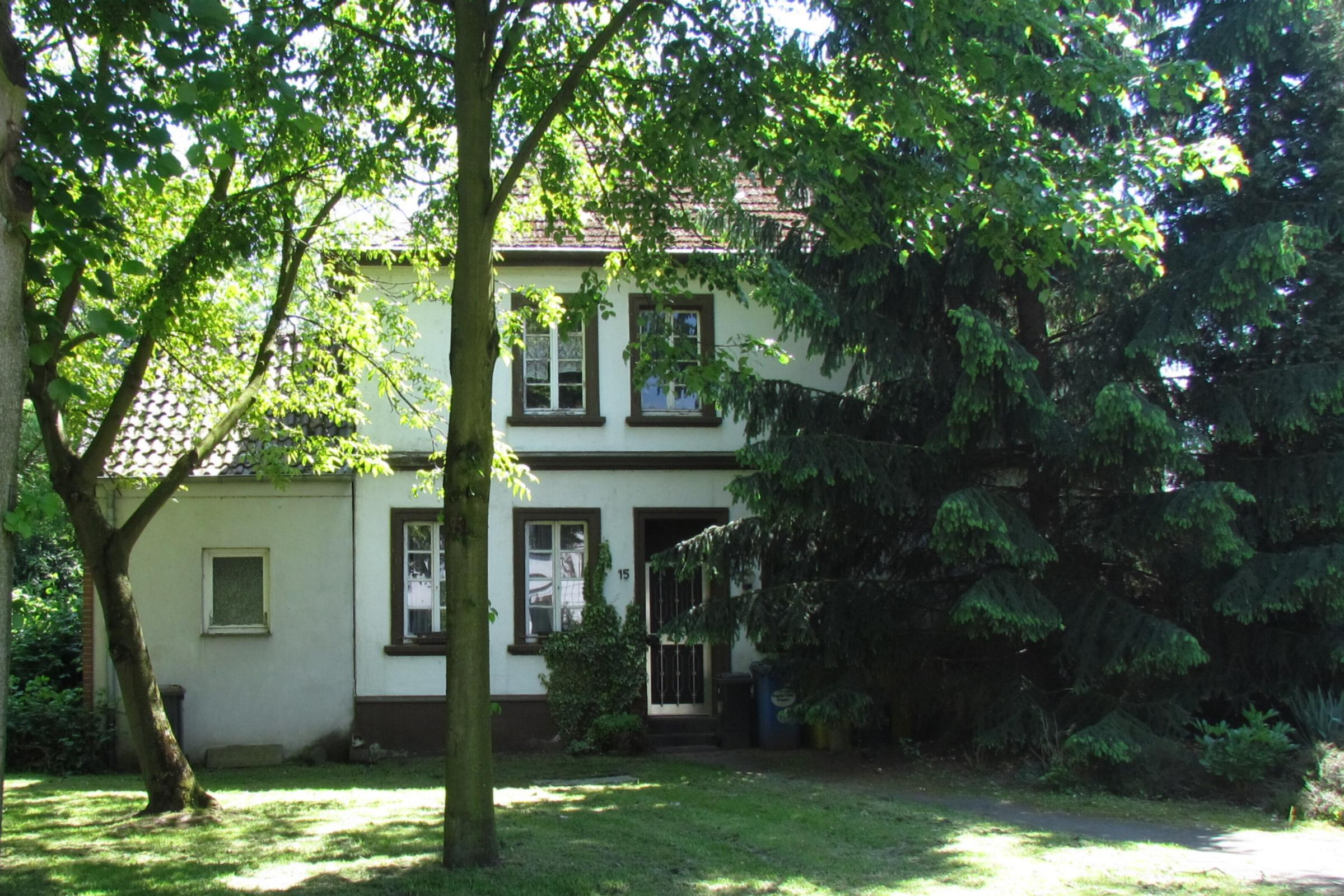
Ehemalige Rektorwohnung

Die ehemalige Rektorwohnung Kirchstraße 15 steht im Stadtteil Glehn in Korschenbroich  im Rhein-Kreis Neuss in Nordrhein-Westfalen.
Das Gebäude wurde 1820 erbaut und unter Nr. 060 am 16. September 1985 in die Liste der Baudenkmäler in Korschenbroich eingetragen.

## Architektur
Es handelt sich um einen zweigeschossigen Putzbau in nicht durchgezogenen Achsen mit Walmdach. Seitlich steht ein eingeschossiger Backsteinanbau mit Walmdach.